# 少卫增五
仙王座31，又名BD+72 1049，HD 214470、SAO 10425、HR 8615，是仙王座的一颗恒星，视星等为5.08，位于銀經113.64，銀緯13.27，其B1900.0坐标为赤經22h 33m 17.8s，赤緯+73° 13.27′ 27″。